# Elżbieta Byszewska
Elżbieta Byszewska – polska dziennikarska telewizyjna.
Pracowała jako wydawca porannych, południowych i popołudniowych wydań „Wiadomości” w TVP1. Jako reporterka była autorką materiałów emitowanych w głównym wydaniu Wiadomości, dotyczących tematyki zdrowotnej. Na początku 2016 została przesunięta do pracy przy wydaniach „Panorama” w TVP2.

## Wyróżnienia
- Nagroda PFRON dla dziennikarza (2004)[4]
- Nagroda w IX konkursie „Sukces Roku w Ochronie Zdrowia - Liderzy Medycyny” miesięcznika „Menedżer Zdrowia” w kategorii Dziennikarstwo informacyjne i edukacyjno-społeczne za rok 2008[5]
- Wyróżnienie od dyrektora Wojskowego Instytutu Medycznego za szczególny wkład w kształtowanie i rozwój dziennikarstwa informacyjnego oraz edukacyjno-społecznego w służbie zdrowia (2010)[6]
- Nagroda Świętego Kamila 2011 przyznana przez Instytut Pacjenta i Edukacji Zdrowotnej w kategorii środki publicznego przekazu promujące edukację zdrowotną i społeczną za profesjonalizm warsztatu dziennikarskiego, redakcję telewizyjnych programów o zdrowiu oraz osobisty wkład w kształtowaniu prozdrowotnych zachowań Polaków[7]